# 西玄甫
西 玄甫（にし げんぽ、生年不詳 - 1684年10月25日（貞享元年9月17日））は、江戸時代前期の蘭方医、阿蘭陀通詞である。通称および旧名は2代目西吉兵衛、幼名は新吉。

## 経歴・人物
西蘇安（初代西吉兵衛）と肥前佐賀の西次郎右衛門の娘の長男として生まれる。1653年（承応2年）に父の後継者として阿蘭陀通詞（オランダ通詞）となるが、1669年（寛文9年）に病気により辞職した。その後は医師を志し、滞日していたポルトガル人のイエズス会宣教師だったクリストヴァン・フェレイラ（沢野忠庵）から医学やポルトガル語を学ぶ。
また辞職前には紅毛外科の医学証明書を取得するために長崎出島のオランダ商館にて蘭方医学も学び、1668年（寛文8年）にはその証明書を取得した。これによって南蛮外科と紅毛外科の両流の西流外科が確立され、1673年（延宝元年）には江戸幕府付の外科医官となり宗門から改めた参勤通詞目付にも就任する。またこの頃に自身の名前を玄甫と改名し、西久保に武家屋敷を拝領することにも携わった。子（甥とも）に西玄哲らがいる。

## 主な著作物
- 『乾坤弁説』- フェレイラがローマ字で執筆和訳した天文学書を仮名文字で執筆し[3]、向井元升が解説した[1][2]。日本最初の西洋翻訳書といわれている[3]。
- 『諸国土産書』- 穎川藤左衛門との共著[2]。
- 『阿蘭陀外科』